# Santiago Cuello
Santiago Cuello (Puebla del Maestre, 9 de abril de 1885-Motril, 3 de junio de 1961) fue un militar español, oficial (fuerzas armadas) de artillería del Regimiento de Artillería a Caballo de Melilla. Fue distinguido con la Cruz del Mérito Militar con distintivo rojo.

## Biografía
En 1905 ingresó en las fuerzas militares de artillería en Zafra; reenganchado con su pertenencia al cuerpo permanentemente va ascendiendo como suboficial hasta que llegado a subteniente consigue el permiso para ascender a oficial en la Academia de Artillería de Segovia. Con el empleo de Brigada fue destinado al 2.º Regimiento montado, Batallón de Artillería de Posición en Vicálvaro y posteriormente como alférez al Batallón de Artillería de Posición en la región de Andalucía. En 1921 comenzó su destino en África, siendo destinado a la Comandancia de Artillería de Melilla donde fue puesto al mando del destacamento de Rayen bajo el mando del coronel Castro Girona. Era amigo del teniente Diego Flomesta Moya, militar que sirvió en la misma guerra y mandaba otros destacamentos.
Desde 1921 a 1922 destaca como jefe de su Sección de Artillería destacada en la plaza del protectorado español de Marruecos, intervino en las operaciones de Melilla, batiendo sus baterías en el barranco de Yassinen, Hardú, defiende la toma de Nador y la cresta del Gurugú, Alcazarquivir, Ceuta, Larache y Tetuán.

## Guerra del Rif
A principios de 1920 se incorporó a la 2.ª Batería de Melilla. El 1 de junio salió al mando de su batería, formando parte de la columna a las órdenes del coronel Alberto Castro Girona para la ocupación del Monte Gurugú, quedando destacado en esta posición para la defensa de la ciudad entablando combate con grupos de rifeños.
Dirigió los disparos de bombardeo de su unidad con acierto de sus hombres en numerosas acciones. Por lo que fue felicitado al acabar las operaciones, derribando numerosas casas en las que se ocultaba la morisma o haciendo huir al enemigo de sus posiciones. Asumió el mando de la posición del batallón temporalmente por heridas de sus superiores. Imponiéndose a los indígenas que se resistían a huir; con sus acciones inutilizó por sí las localizaciones de asedio de la ciudad de Melilla y ordenó que inutilizaran las demás posiciones que pudiesen resguardar a los asaltantes en el futuro, permaneciendo en el puesto de inminente peligro que su honor militar le señalaba, hasta que sus superiores señalaron el fin de las operaciones.
Su unidad el 2.º Regimiento de artillería ligera fue desplazada a otras posiciones en los avances de la reconquista bajo mando de Enrique Marzo Balaguer, Nador, Tetuán, Xauen, Zeluán y pacificación del protectorado español en Marruecos.

## Guerra civil
El 18 de julio de 1936 se volvió a reactivar a este militar de la reserva, teniendo que incorporarse al bando nacional pues este oficial se refugió en Granada cuando estalló el movimiento. Desde allí mantendrá un cerco a la ciudad digno de épocas de la reconquista, la ciudad no cayó se fortifico y logró reconquistar el resto de la provincia con el avance de la misma.

## Recompensas
El 2 de junio de 1923 fue recompensado con la Cruces del Mérito Militar individual roja de primera clase con pasadores por el valor demostrado en la defensa de Melilla y Alcazarquivir.
Fue declarado como distinguido por la comandancia de Ceuta en 1923 tras la felicitación del general de las fuerzas de revista tras su brillante actuación en campaña.
Fue también Medalla de la Campaña de Marruecos concedida por ley de su majestad el rey Alfonso XIII en 1926 con dos pasadores, Melilla y Tetuán.
En 1926 es distinguido tras haber recibido el agradecimiento del rey Alfonso XIII por haber formado parte de la comisión que eligió el carrocuba que llevan incluso actualmente las fuerzas de artillería a caballo.
Fue una persona muy estimada en la localidad donde se retiró Motril, en donde vivía en su finca, ya que se dedicó a ser agricultor y administrador de fincas. Su hijo Santiago llegó a ser también militar del arma de artillería con el grado de Teniente Coronel ya en democracia.